# Tortuga marginada
La tortuga marginada (Testudo marginata) és una de les vuit espècies de tortuga classificades dins el gènere Testudo, juntament amb espècies properes com ara la tortuga mediterrània (T. hermanni) o la tortuga grega (T. graeca). Tortuga endèmica de Grècia, fou introduïda a Sardenya fa segles. Se'n coneixen tres subespècies i juntament amb la tortuga mediterrània (T. hermanni) és l'única tortuga terrestre amb distribució íntegrament europea. També és la tortuga més gran del gènere Testudo i d'Europa.

## Morfologia

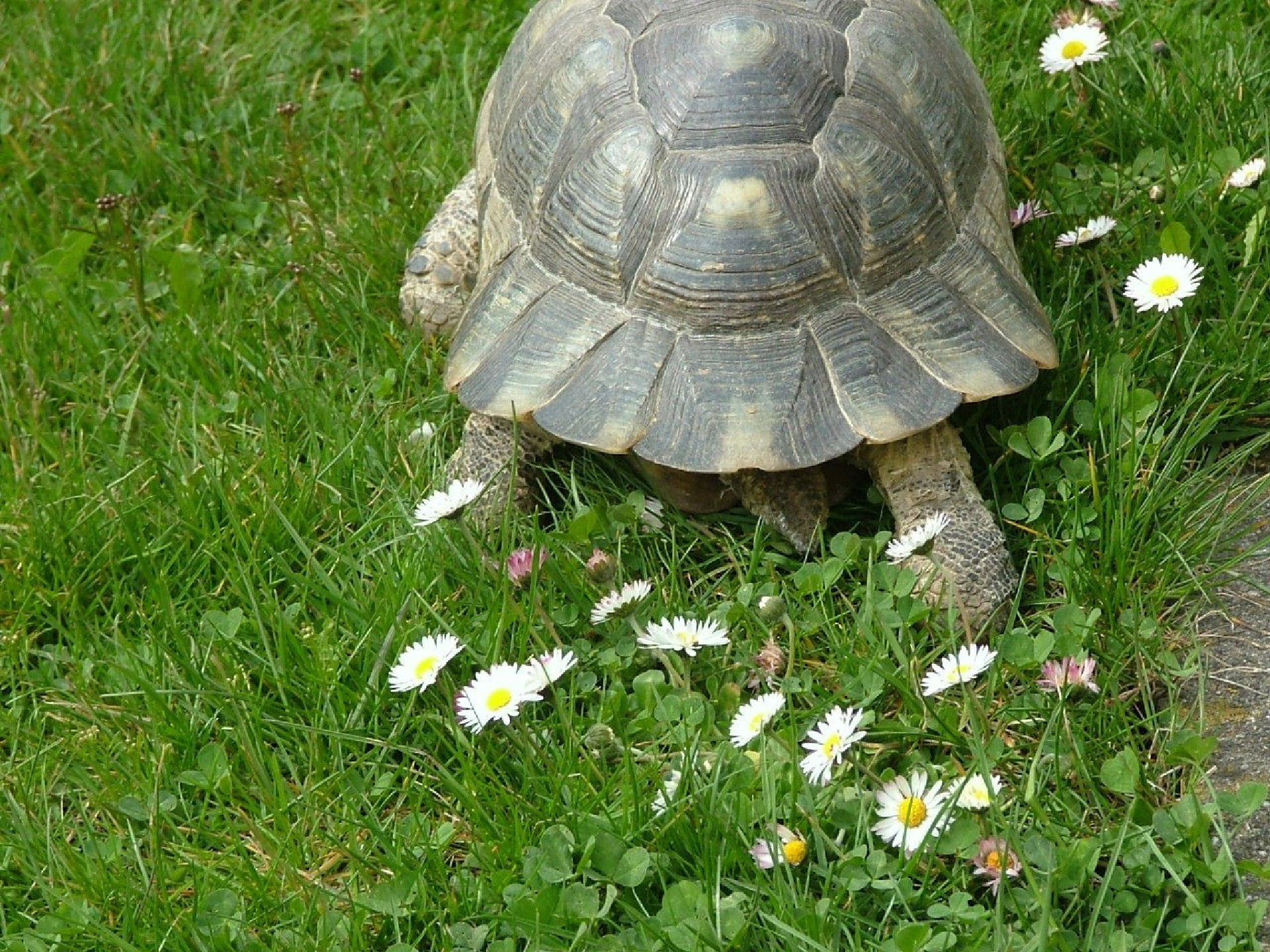
Faldó típic de T. marginata

La tortuga marginada (T. marginata) és la tortuga més gran del gènere Testudo, pot arribar als 35 cm, encara que la mitjana són uns 25-30cm dels mascles i uns 24-28cm de les femelles. Les femelles pesen més perquè els mascles són més estrets. El caràcter distintiu de l'espècie és present al plastró, 3-5 parells de triangles negres amb el vèrtex apuntant cap a la cua. Un altre caràcter únic de l'espècie és la presència d'un faldó característic format per les plaques marginals posteriors. La placa supracaudal no està dividida i tampoc té la típica funda còrnia de la punta de la cua de Testudo hermanni ni el típic esperó còrnic de la part posterior de cada cuixa de Testudo graeca.
La cuirassa de T. marginata és negre amb els punts centrals de les plaques centrals i laterals de color groc. El plastró és groc i té sobre cada placa una característica taca negra en forma de triangle. El cap és molt fosc i les potes són fosques o marró groguenc. Les cries tenen una coloració molt més clara, semblant a les de Testudo hermanni o Testudo graeca, però ja tenen els típics triangles en el plastró.

### Dimorfisme sexual

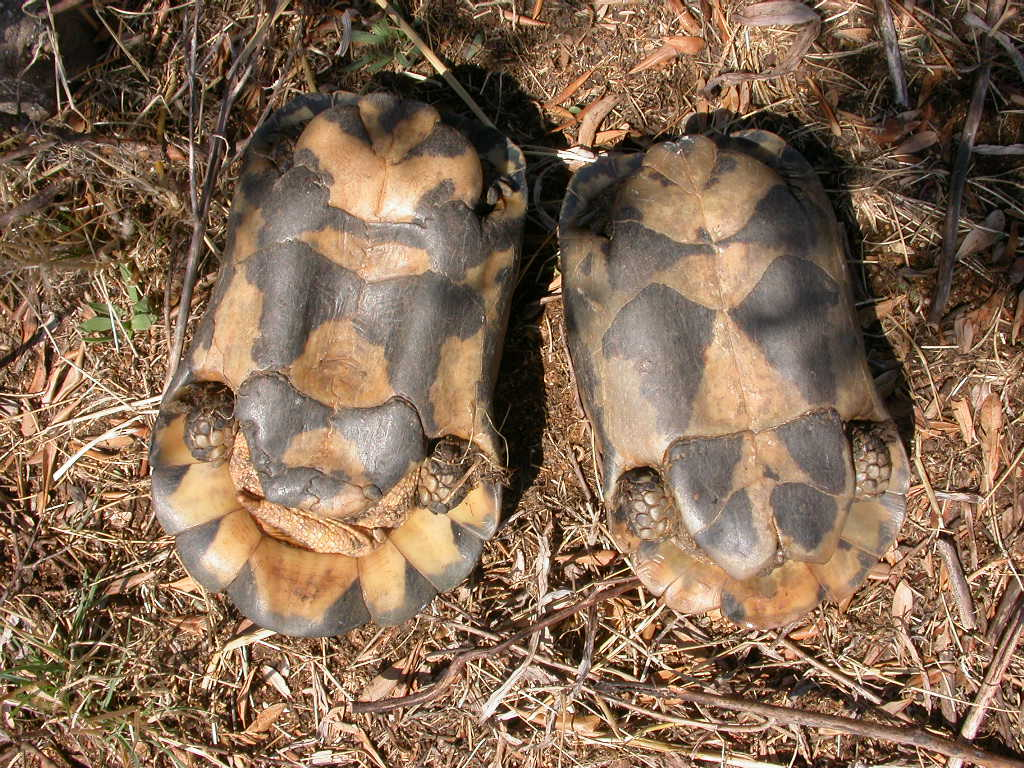
Dimorfisme sexual de T. marginata: esquerra-mascle, dreta-femella

El reconeixement del sexe es du a terme a través de la identificació dels caràcters sexuals secundaris. Els mascles tenen una cua llarga, forta i gruixuda a la base i el característic faldó més pronunciat. L'obertura cloacal lluny de la base de la cua és més gran en els mascles. Els mascles adults tenen una concavitat més pronunciada en el plastró per facilitar el muntatge a la closca de la femella, el plastró de les femelles, els joves i subadults és plana. L'angle format pel plastró anal és molt més gran en els mascles, l'alçada de la mateixa però, és major en la femella, l'escut supracaudal del mascle es corba cap avall i la femella està d'acord amb la resta de la closca. Els mascles són més grossos que les femelles a diferència de les altres espècies del gènere Testudo, i tenen el cap més gran. En molts exemplars la determinació del sexe no és fàcil i certament enganyosa com ara: muntatge d'exemplars del mateix sexe, la cua del mascle subdesenvolupada, amb característiques del plastró indefinit. No és estrany que la determinació del sexe de les femelles només es pugui fer mitjançant la identificació dels exemplars que ponen els seus ous.

## Distribució
Originària de la zona de Grècia, també és present a Itàlia, gairebé exclusivament a Sardenya, on fou introduïda fa segles. Aquesta espècie, que troba un hàbitat ideal a Sardenya, s'ha tornat tan generalitzada a l'illa que actualment és coneguda a Itàlia com la tortuga sarda. En època preromana va ser importada pels etruscs per ser utilitzada en els ritus funeraris a Roma, les restes d'una tortuga marginada van ser trobades en una tomba antiga, a prop del Lacus Curtius.
Subespècies
- T. marginata marginata (Schoepff, 1792), Grècia
- T. marginata weissingeri (Bour, 1995), sud del Peloponès
- T. marginata sarda (Mayer, 1992), Sardenya

## Hàbitat

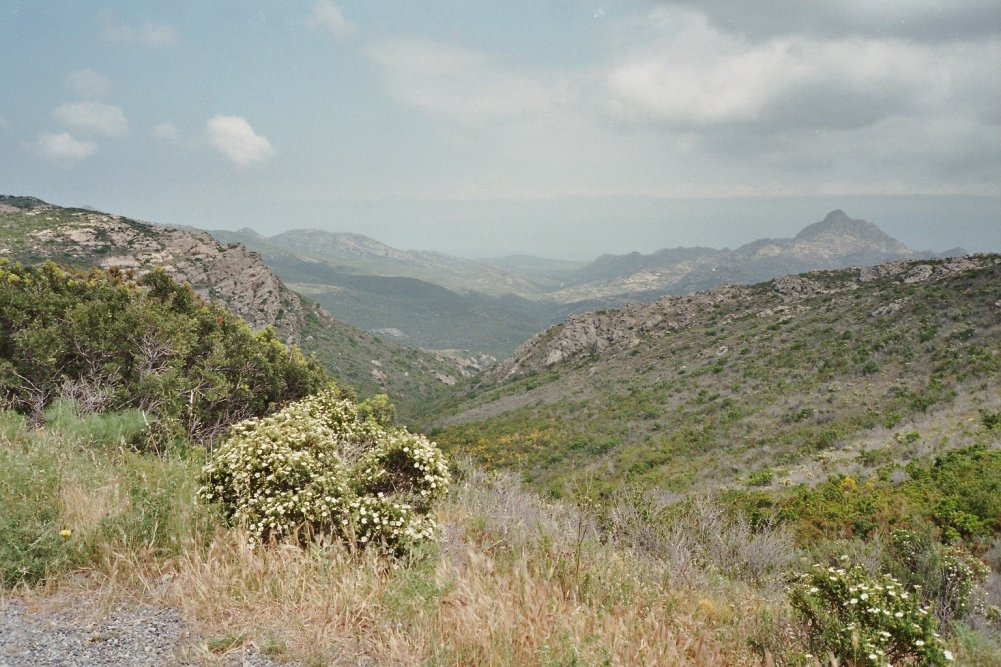
Màquia mediterrània

Els hàbitats de T. marginata són típicament mediterranis, situats dins la zona fitoclimàtica del Lauretum i caracteritzats per hiverns suaus amb precipitacions moderades, i estius secs amb temperatures elevades. Aquesta espècie troba refugi i aliment a la vegetació baixa i els matolls de les garrigues, als arbusts de les màquies mediterrànies i al sotabosc, arribant fins a altituds temperades. A Grècia viu a més altitud que la tortuga mediterrània (T. hermanni), en turons pedregosos, on troba refugis en coves, i també en prats plens de plantes silvestres i flors.

## Taxonomia

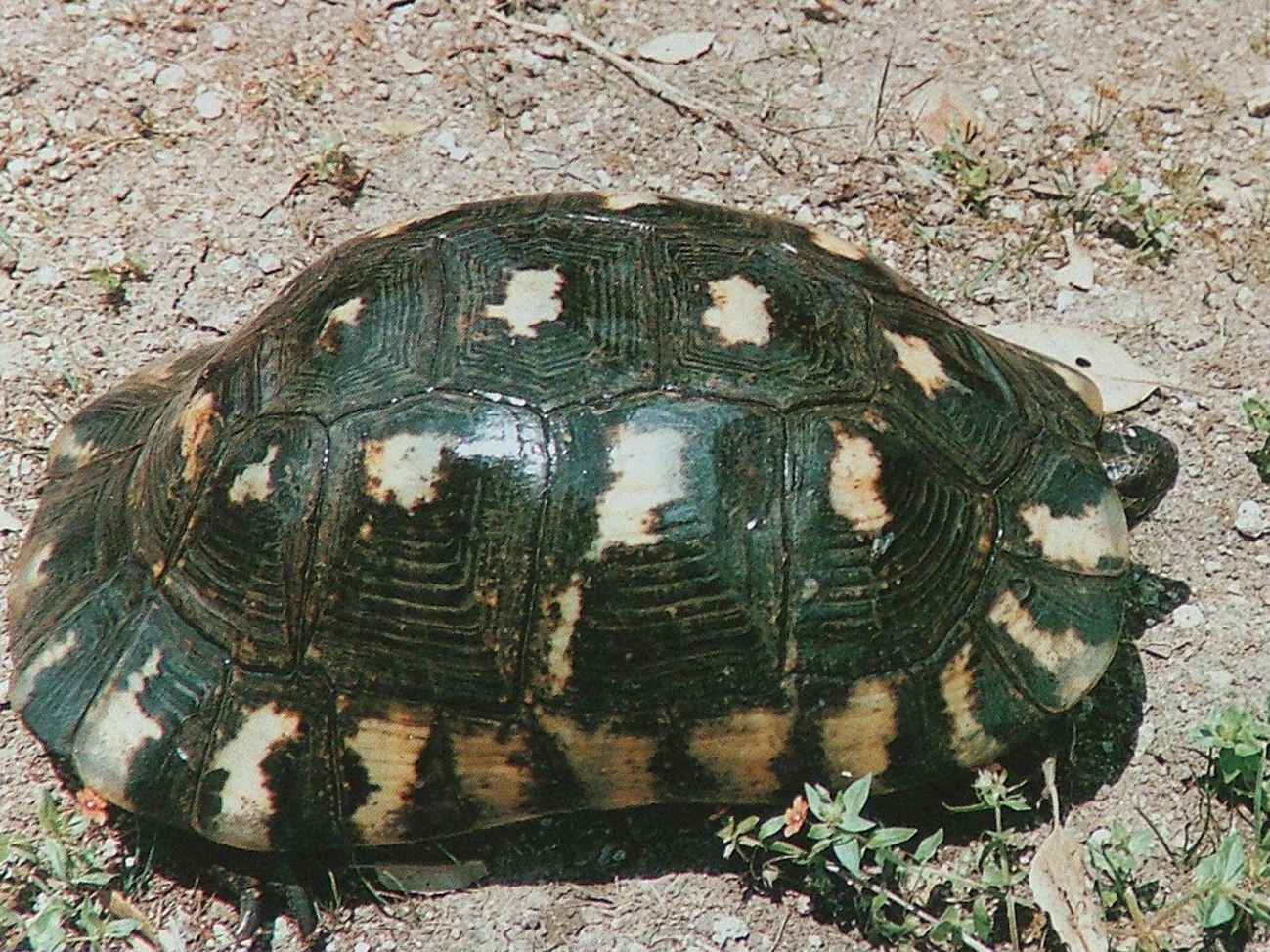
T. marginata sarda

La tortuga marginada (Testudo marginata) fou descrita el 1792 pel naturalista alemany Johann David Schoepff. La denominació "marginata" fa referència a la part posterior de la closca dels adults, que té un característic faldó, més accentuat en els mascles.

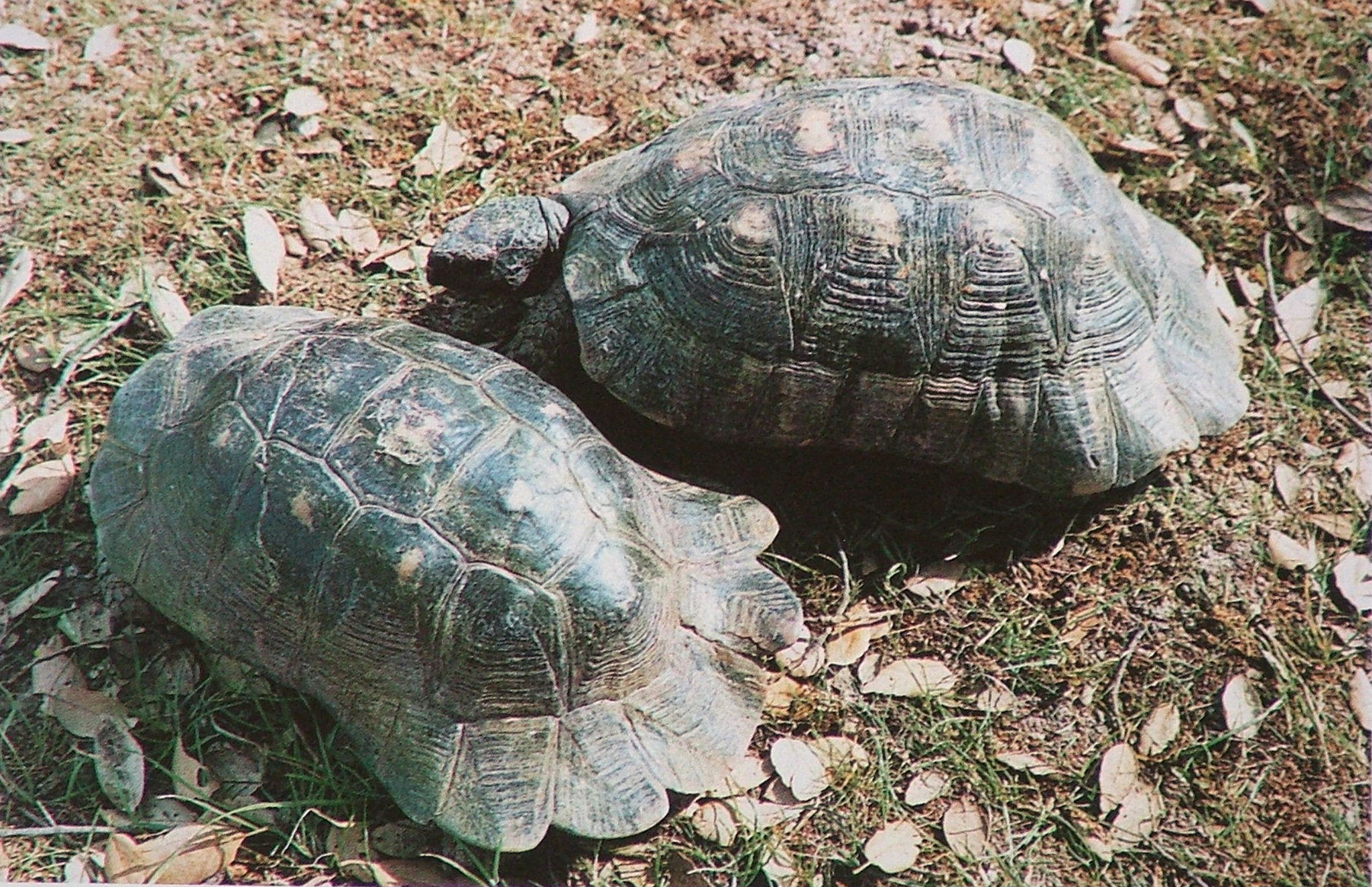
T. marginata marginata (esquerra) i T. marginata sarda (dreta).

T. marginata weissingeri (Bour, 1995) és més petita (entre 20 i 23cm) i té una coloració més clara, es troba en una petita zona àrida del sud-oest del Peloponès. Però potser les seves característiques es deuen a factors ambientals, ja que en la mateixa zona també succeeix el mateix amb la tortuga mediterrània, Testudo hermanni del Peloponès.
T. marginata sarda és present a Sardenya, arriba a una mida considerable, superior a la grega, i és de pigmentació més fosca. T. marginata sarda té el faldó menys inclinat i més suau que T. marginata marginata.
T. marginata està estretament relacionada amb Testudo graeca segons els estudis genètics, les dues tenen característiques físiques molt semblants i tenen un passat comú, segurament van divergir perquè T. marginata es va adaptar a les regions més muntanyoses. La prova que T. marginata procedeix d'una T. graeca ancestral és que encara avui el seu encreuament produeix híbrids fèrtils, i per l'àmplia regió geogràfica i el nombre extremadament gran de subespècies de Testudo graeca, inclosa una subespècie de Turquia amb un faldó bastant pronunciat a la part posterior de la closca. Testudo marginata, per contra, presenta un aspecte molt més unificat, que apunta cap a una aparició posterior en la història evolutiva. La tortuga egípcia (Testudo kleinmanni) també es va separar de T. graeca en la mateixa època que T. marginata, i és encara més propera a la tortuga marginada genèticament.
Recents estudis genètics comparatius dubten de la divisió en tres subespècies de T. marginata atribuint les diferències a factors ambientals. En una classificació feta basant-se en les recents dades moleculars i de la morfologia del gènere Testudo s'ha proposat canviar el nom de l'espècie T. marginata a Chersus (Gmira, 1993) juntament amb Chersus Kleinmanni (Testudo kleinmanni). Els estudis genètics han demostrat que Testudo graeca és més propera genèticament a T. marginata que a Testudo hermanni, i que T. hermanni és més propera a la tortuga de Horsfield que a T. graeca, per aquesta raó també s'ha proposat dividir el gènere Testudo amb el grup Agrionemys, que inclou a T. hermanni i a T. horsfieldii, i el grup de T. marginata, T. graeca i T. kleinmanni.

## Conducta

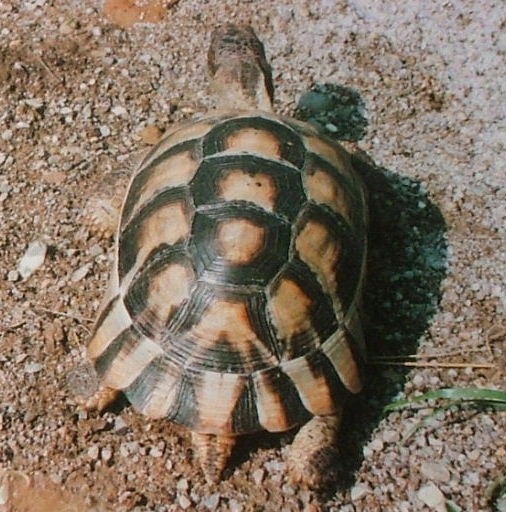
Els joves de T. marginata ja tenen el característic faldó que va creixent amb l'edat.

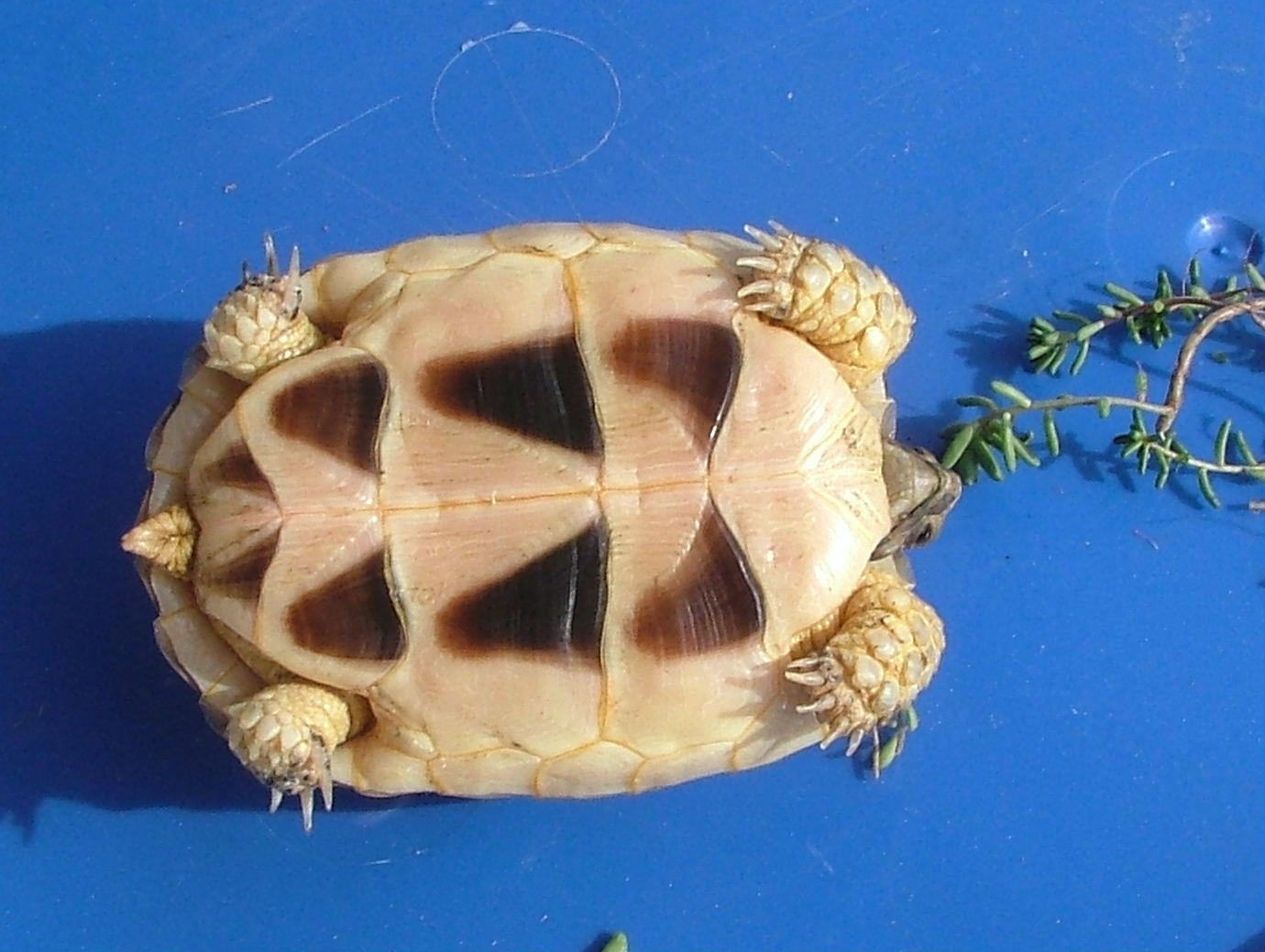
Les cries de T. marginata ja tenen els triangles típics de l'espècie

Les tortugues tenen una vista excel·lent: saben distingir formes i colors i fins i tot poden reconèixer persones. Tenen un sentit de l'orientació molt precís; si se les mou uns centenars de metres del territori al qual pertanyen hi tornen en poc temps. Són molt sensibles a les vibracions del terra encara que no tinguin una oïda desenvolupada.
T. marginata és ectotèrmica i en les primeres hores del dia necessita prendre el sol per elevar la temperatura corporal i activar les funcions metabòliques. L'exposició al sol pot tenir la radiació UVB i actua en la síntesi de vitamina D. Després d'aconseguir la temperatura requerida per a l'activació dels enzims adequats per a les tortugues per la digestió es dediquen a buscar menjar. Amb la temperatura de per sobre de 27 °C es tornen apàtiques i busquen llocs per cavar forats petits a l'abric de la vegetació baixa, o es refugien en esquerdes petites. Amb la reducció de la temperatura tornen a sortir. Es van observar tant a Grècia com a Sardenya un grup de caus, que consisteixen en un llarg túnel cavat a terra i acaben en una cambra on es refugien a la nit i a l'hivern.
La hibernació és una fase metabòlica vital per aquesta espècie, i l'única cosa que la pot impedir és una malaltia o una altra circumstància debilitant. A la tardor, amb la baixada de les temperatures, els rèptils deixen d'alimentar-se durant fins a vint dies per poder buidar completament l'intestí de restes de menjar. Es van tornant més apàtics i, al novembre o desembre, segons la latitud, comencen a enterrar-se o refugiar-se en llocs protegits i cauen en un estat d'hibernació.
En una situació així, si es vol mantenir l'animal actiu, caldrà col·locar-lo dins un terrari escalfat amb un punt càlid a 28 °C i un punt fresc i ombrejat a 18 °C, amb un substrat d'uns cinc centímetres de profunditat compost d'un 40% de torba oligotròfica, un 40% d'humus (sense fertilitzants ni pesticides) i un 20% de terra de riu. És essencial que hi hagi una làmpada de rajos ultraviolats especial per rèptils, necessària per a la síntesi de vitamina D, essencial per a fixar el calci.

### Reproducció

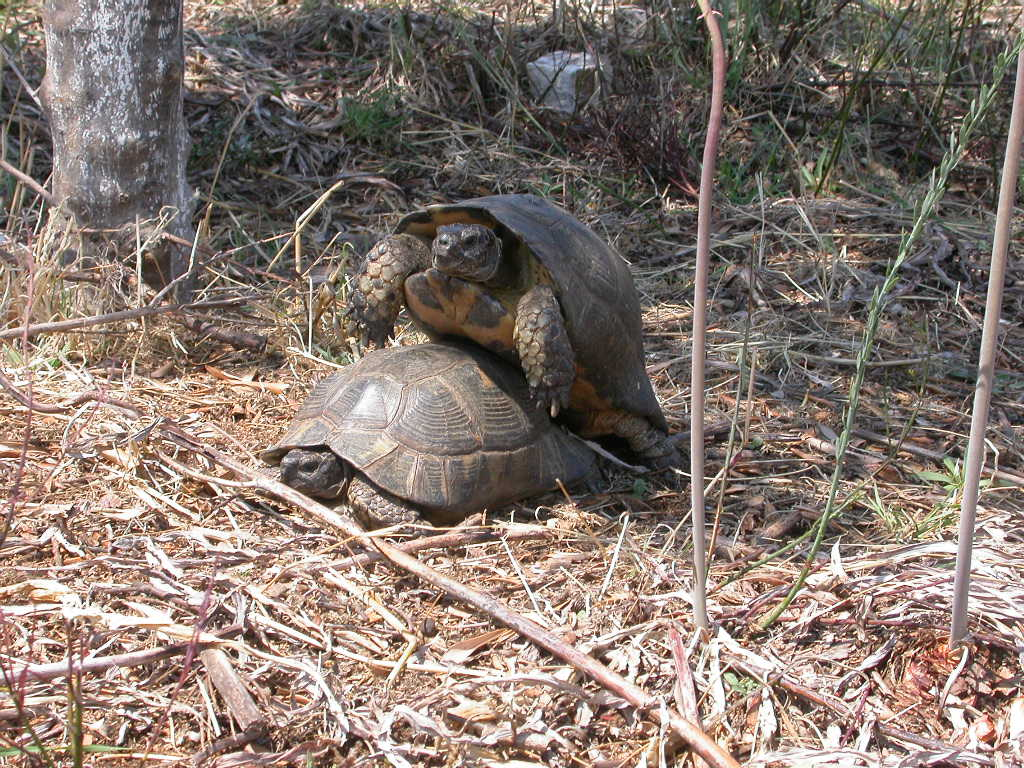
Aparellament de T. marginata

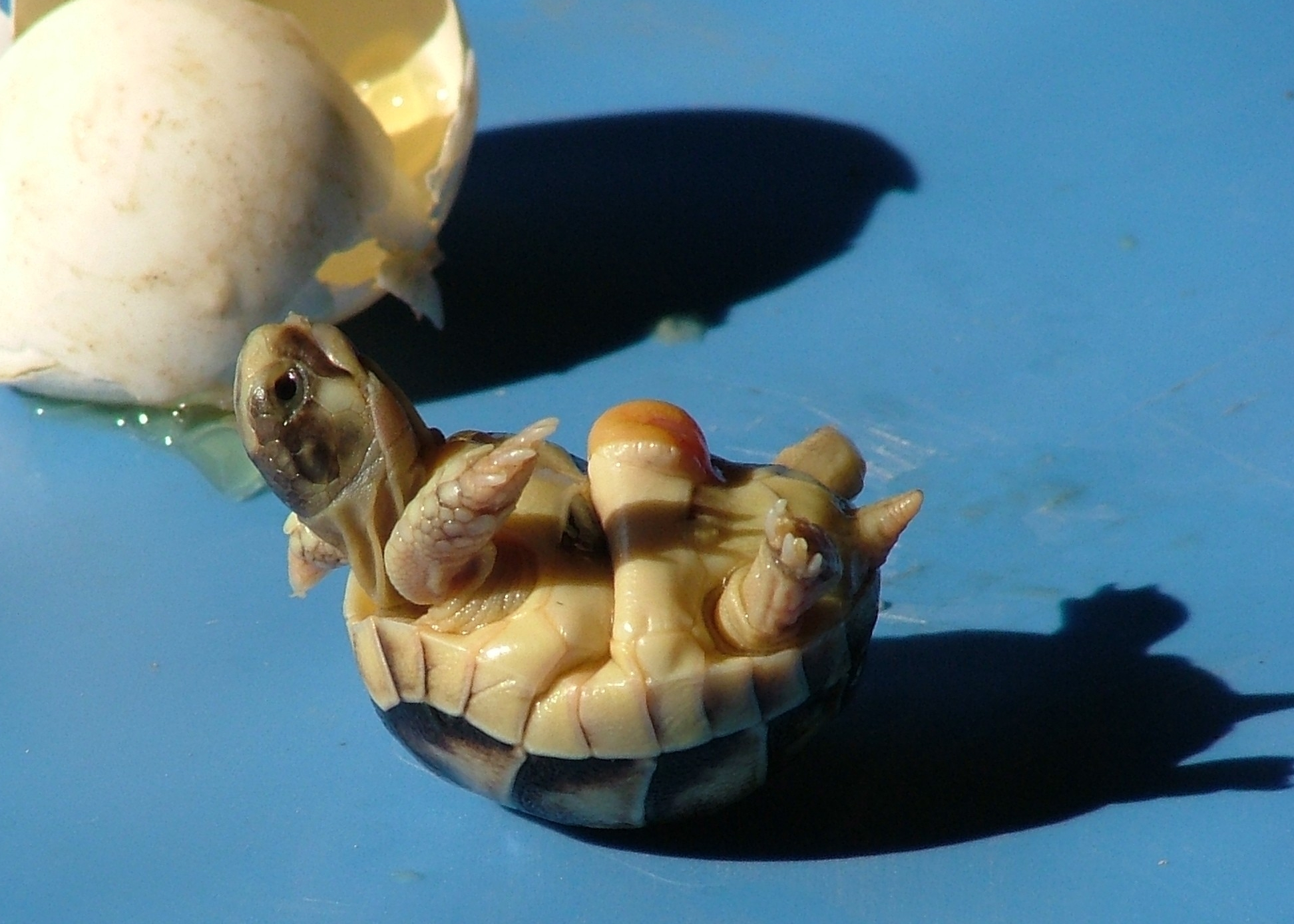
Cria de T. marginata amb el sac vitel·lí

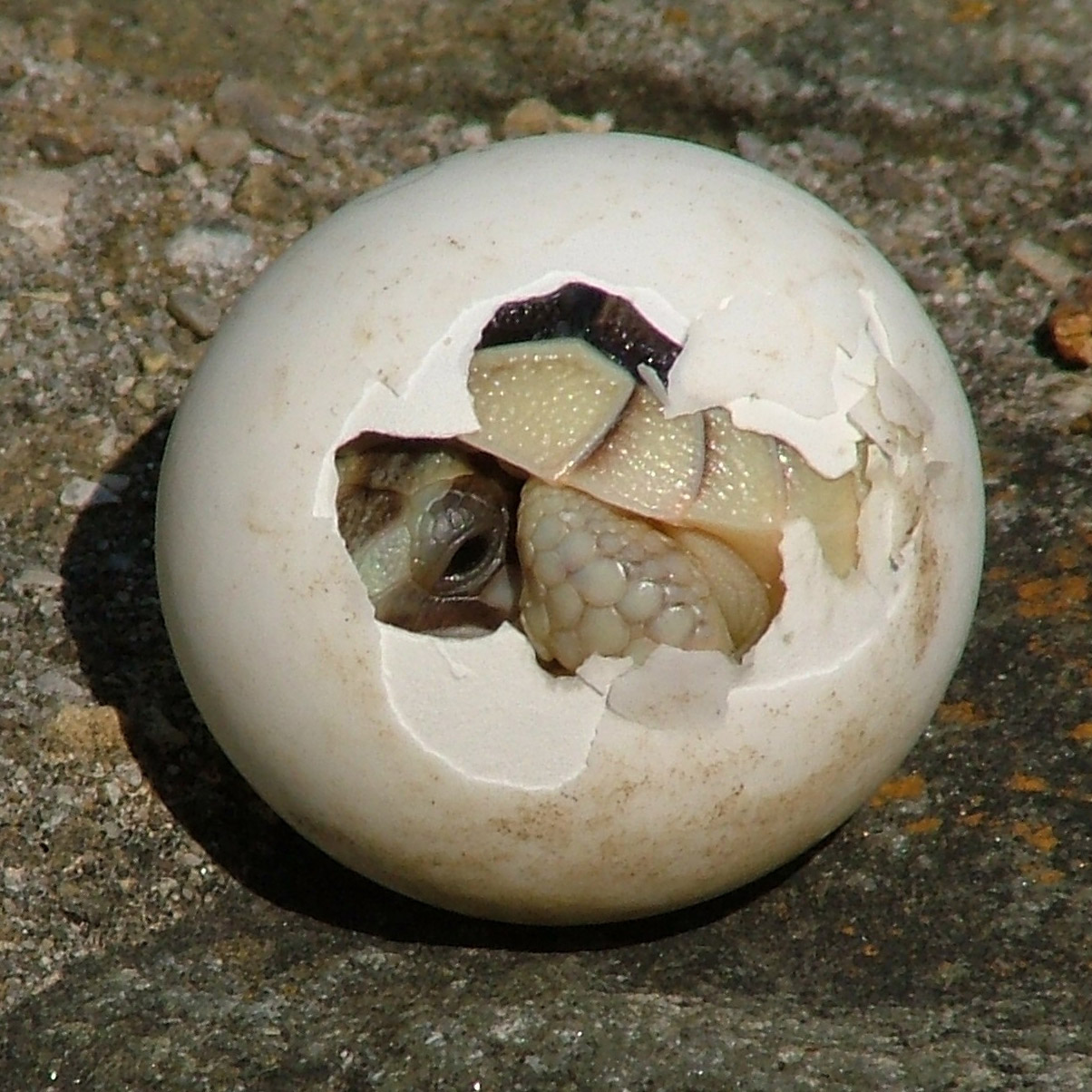
Sortida de l'ou d'una cria de T. marginata

Al sortir de la hibernació s'inicia el festeig del mascle amb un ritual que inclou persecucions, mossegades a les potes i cops a la closca de la femella. El mascle es munta a la part posterior de la femella per a la còpula i es produeixen els únics sons audibles d'aquests rèptils muts.
Les Testudo són ovípares, els nius es fan en forats cavats per la femella a terra amb les potes del darrere. Les femelles de T. marginata ponen fins a quatre vegades entre maig i juliol, un nombre variable d'ous, generalment en proporció amb la grandària de la femella, però són entre quatre i deu. El temps d'incubació, de dos o tres mesos, i el sexe de les cries va en relació amb la temperatura. Amb la temperatura d'incubació per sota de 31,5 °C hi haurà un predomini de mascles, amb temperatura superior a 31,5 °C predominen les femelles. Temperatures inferiors a 26 °C o superiors a 33 °C provoquen malformacions o la mort de l'embrió. Al moment de l'eclosió, sovint facilitat per un dia plujós, la cria utilitza per trencar la closca l'anomenada "dent d'ou", un tubercle corni situat entre el nas i el maxil·lar superior destinat a desaparèixer en pocs dies. La sortida de l'ou pot durar 48 hores fins que absorbeix el sac vitel·lí per complet.

### Alimentació

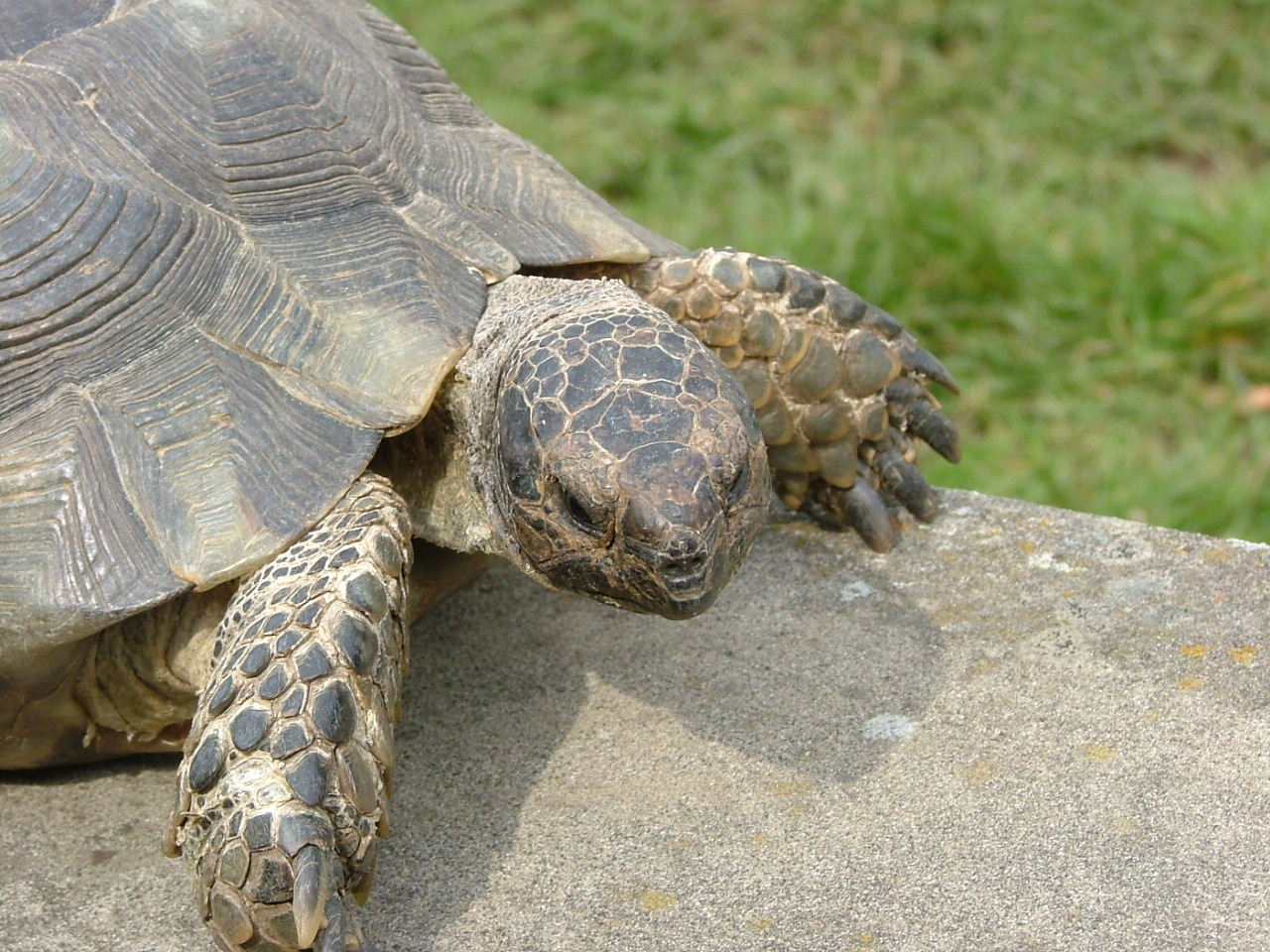
La T. marginata té el cap i les potes grans i molt fosques

Es tracta de rèptils purament herbívors. Els exemplars salvatges viuen en un hàbitat que es caracteritza per llargs períodes de sequera que els obliga a alimentar-se d'herbes seques. En aquests casos, complementen la seva dieta menjant-se artròpodes o cargols; aquests últims se'ls mengen pel calci que porta la closca. A vegades també mengen excrements o petits trossos de carronya. El seu aliment és principalment vegetarià encara que la complementa amb certs invertebrats ocasionalment. Un símptoma evident de mala alimentació és una cuirassa amb les escates punxegudes i estriades a les sutures, un fenomen conegut com a piramidalització. En canvi, una cuirassa llisa i de forma ovalada indica una alimentació correcta.

## Conservació

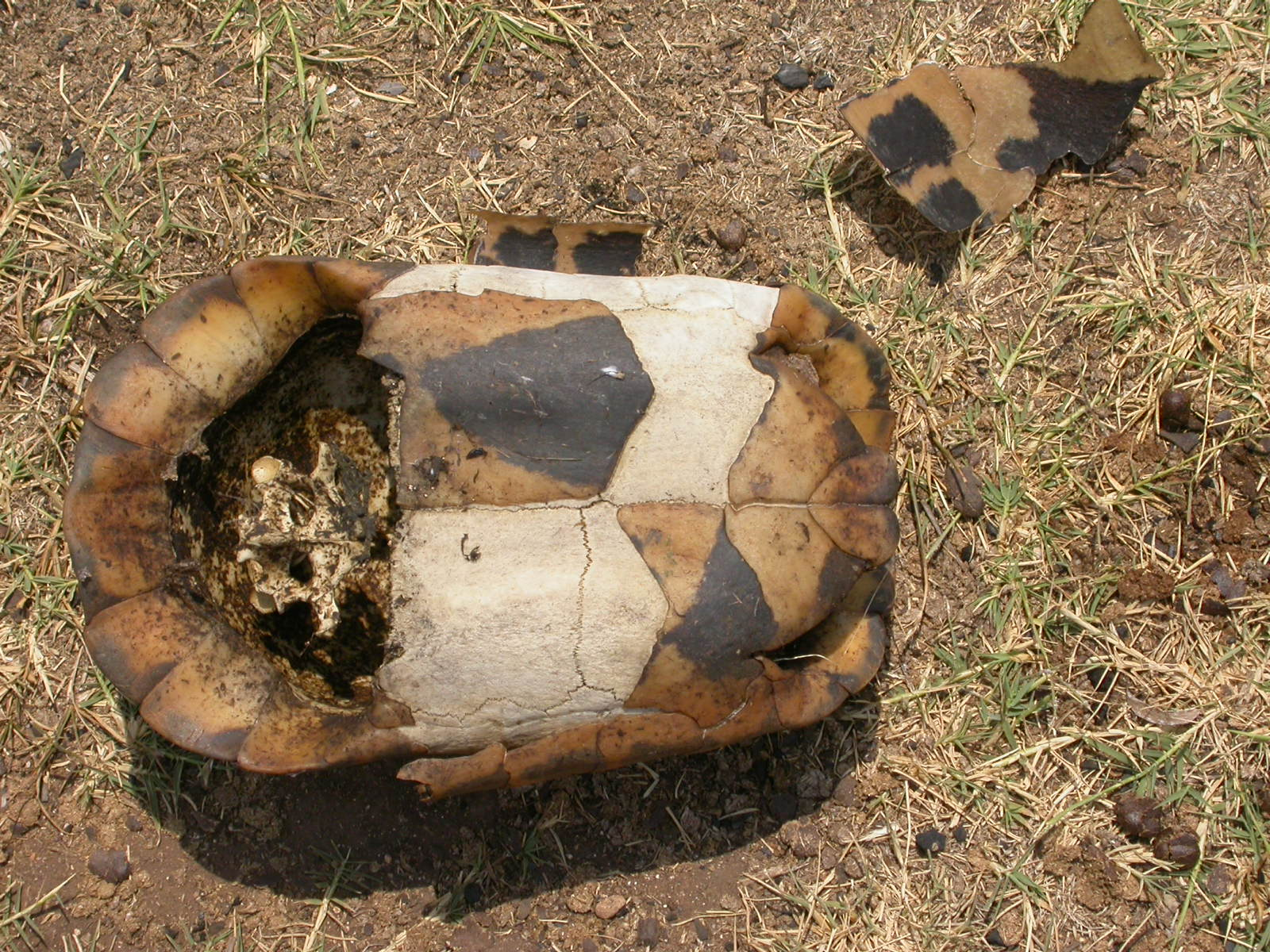
T. marginata morta en un incendi

Les tortugues marginades (T. marginata) corren el risc de desaparèixer en estat salvatge sobretot a causa de factors antropogènics com ara: l'agricultura mecanitzada i l'ús de pesticides, el trànsit, els incendis forestals, la destrucció del medi ambient, la urbanització salvatge, la captura il·legal i l'amenaça de nous predadors. La captura de tortugues com a aliment per humans sembla inexistent, l'actual prioritat per la conservació de l'espècie és la conservació del seu hàbitat, molt malmès per l'extensió de l'agricultura i de la urbanització, sobretot pel turisme de masses.

## Legislació
L'espècie està inclosa a la Red List d'espècies amenaçades d'extinció, com totes les espècies del gènere Testudo. La tortuga marginada (T. marginata) està protegida per la Convenció de Berna. També està inclosa a la CITES i al Reglament (CE) 1332/2005 de la Comunitat Europea, de manera que en queda absolutament prohibida la captura d'exemplars salvatges i n'està reglamentada la cria i el comerç d'exemplars en captivitat.

## Art i cultura

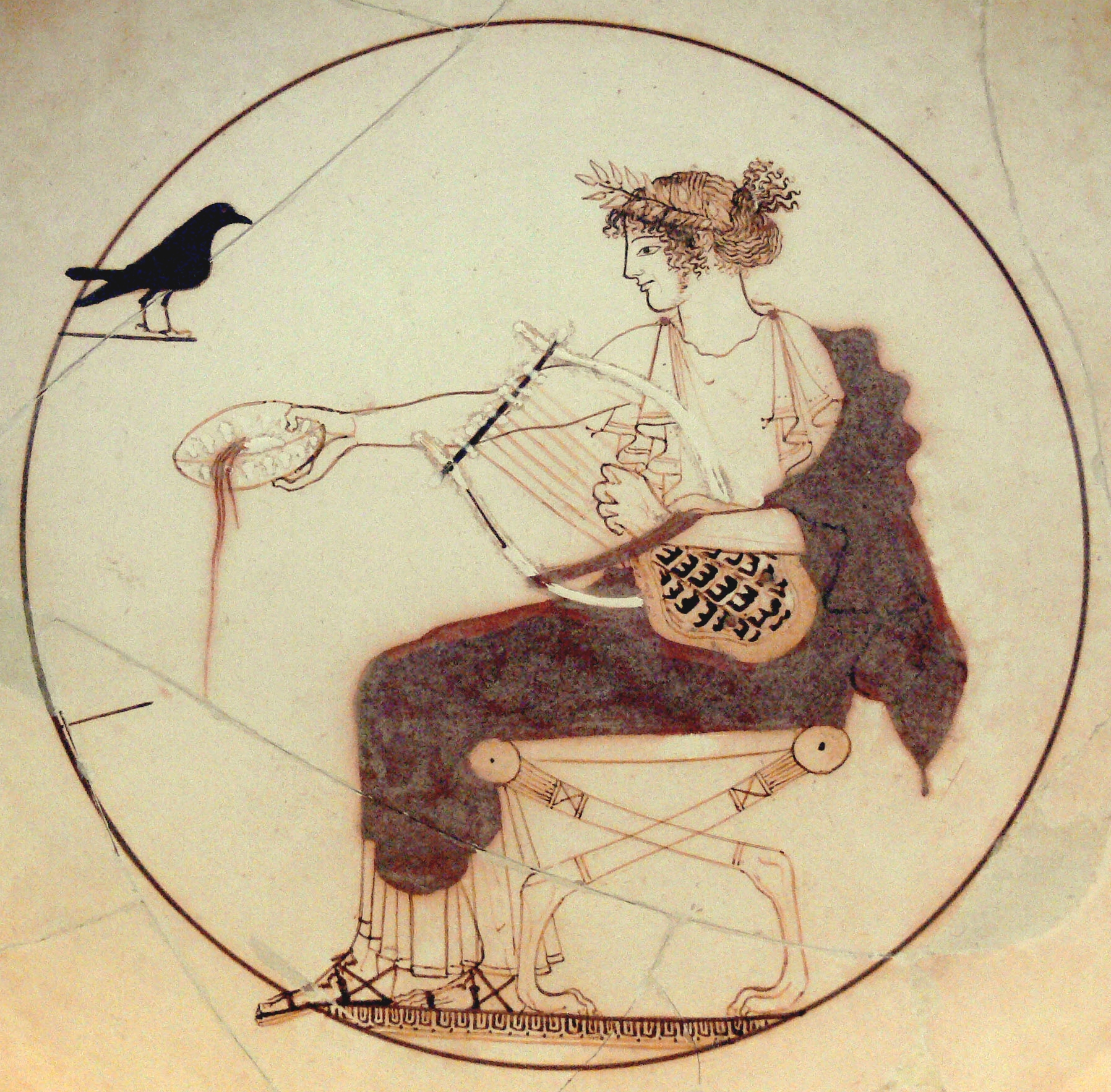
Apol·lo amb la closca d'una Testudo, pintura grega, 460 aC

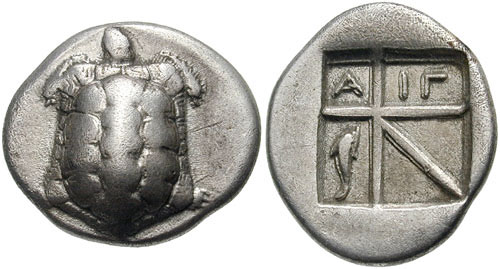
Dracma d'Egina

La tortuga marginada (T. marginata) fou probablement introduïda per primera vegada a la península italiana pels etruscs, des de l'antiguitat ha estat capturada i criada com a aliment, eina o animal de companyia. De la cuirassa, la més gran de totes les tortugues del gènere Testudo, se'n feien objectes variats d'ús comú, preciosos complements d'obres d'ebenisteria o joieria, o caixes de ressonància per usos musicals. La mitologia grega narra que l'inventor de la lira fou Hermes. Un dia, el déu trobà una tortuga dins una cova. La va matar, en va agafar la cuirassa i, posant set cordes de budell d'ovella sobre banyes d'antílop, en feu l'instrument musical. Tot seguit, Hermes la va regalar a Apol·lo, i aquest al seu fill Orfeu. A les sepultures antigues s'han trobat moltes closques o objectes fets de closques; de les variades troballes es teoritza (encara que podrien ser intrusions postdipositàries) que els etruscs posaven tortugues vives dins les tombes. Les troballes de closques a la casa de Juli Polibi a Pompeia confirmen que aquests rèptils eren criats a l'època romana com a animals de companyia. En literatura, és recurrent el personatge de la tortuga com símbol de longevitat i de tranquil·litat. La llebre i la tortuga, d'Esop, n'és un exemple famós. En matemàtiques es pot destacar Aquil·les i la tortuga, la segona de les paradoxes formulades per Zenó d'Elea.